# Tom Caluwé
Tom Caluwé (ur. 11 kwietnia 1978 w Rumst) – belgijski piłkarz występujący na pozycji pomocnika.

## Kariera klubowa
Caluwé jako junior grał w klubach SK Londerzeel, Racing Mechelen oraz KV Mechelen. W sezonie 1996/1997 został włączony do pierwszej drużyny KV Mechelen. W Jupiler League zadebiutował 25 sierpnia 1996 w zremisowanym 3:3 meczu z KRC Harelbeke. 1 marca 1997 w wygranym 3:0 spotkaniu ze Standardem Liège zdobył pierwszą bramkę w trakcie gry w Jupiler League. W 1997 roku zajął z klubem 17. miejsce w lidze i spadł z nim do drugiej ligi. W 1999 roku powrócił z klubem do Jupiler League.
W styczniu 2000 przeszedł do holenderskiego Willem II Tilburg. W Eredivisie zadebiutował 9 lutego 2000 w wygranym 3:1 meczu z NEC Nijmegen. Od czasu debiutu był podstawowym zawodnikiem Willem II. Pierwszą bramkę w trakcie gry w Eredivisie zdobył 22 kwietnia 2000 w wygranym 5:3 spotkaniu z De Graafschap. W sezonie 2004/2005 zagrał z klubem w finale Pucharu Holandii, ale jego klub przegrał tam 0:4 z PSV Eindhoven.
W styczniu 2006 Caluwé odszedł do innego pierwszoligowca - FC Utrecht. Pierwszy ligowy występ w jego barwach zanotował 22 stycznia 2006 w zremisowanym 2:2 pojedynku z NAC Breda. W Utrechcie spędził trzy sezony.
W 2009 roku przeniósł się do katarskiego zespołu Al-Wakrah i spędził tam sezon 2009/2010. Następnie grał w zespołach Sint-Truidense VV, AEK Larnaka oraz Londerzeel, a w 2014 roku zakończył karierę.

## Kariera reprezentacyjna
Caluwé rozegrał jedno spotkanie i strzelił jednego gola w reprezentacji Belgii. Było to 11 maja 2006 w zremisowanym 1:1 towarzyskim meczu z Arabią Saudyjską.